# Kvadrat
 Ovo je glavno značenje pojma Kvadrat. Za broj pomnožen sam sa sobom pogledajte Kvadrat (aritmetika).
Kvadrat ili četvorina je četverokut s četirima unutarnjim pravim kutovima i četirima sukladnim stranicama. Sve 4 stranice su mu jednake duljine, nasuprotne stranice su mu paralelne, a dijagonale su mu jednake te se raspolavljaju i sijeku pod pravim kutem.
Po naravi je geometrijski lik, tj. pruža se u dvije dimenzije.
Kvadrat je potpuno određen svojom stranicom (do u rotaciju i translaciju):
| površina kvadrata                  | {\displaystyle P=a^{2}}                     |
| opseg kvadrata                     | {\displaystyle O=4a}                        |
| dijagonala kvadrata                | {\displaystyle d=a{\sqrt {2}}}              |
| polumjer upisane kružnice kvadratu | {\displaystyle r={\frac {a}{2}}}            |
| polumjer opisane kružnice kvadratu | {\displaystyle R={\frac {a{\sqrt {2}}}{2}}} |

## Povijest
Pitagorejci su kvadrat smatrali savršenim geometrijskim likom zbog stvaranja fraktalne strukture pri podjeli dvama međusobno okomitim pravcima koji prolaze središtem kvadrata i paralelni su sa stranicama.